# Dedinky
Dedinky é um município da Eslováquia, situado no distrito de Rožňava, na região de Košice. Tem 3,64 km² de área e sua população em 2018 foi estimada em 239 habitantes.

## Demografia
| Ano:        | 1994 | 2004    | 2014   | 2024    |
| ----------- | ---- | ------- | ------ | ------- |
| Broj ljudi: | 432  | 303     | 279    | 224     |
| Razlika:    |      | -29,86% | -7,92% | -19,71% |

| Ano:               | 2023 | 2024   |
| ------------------ | ---- | ------ |
| Número de pessoas: | 225  | 224    |
| Diferença:         |      | -0,44% |